# Diploglossus legnotus
Diploglossus legnotus är en ödleart som beskrevs av  Campbell och CAMARILLO 1994. Diploglossus legnotus ingår i släktet Diploglossus och familjen kopparödlor. Inga underarter finns listade i Catalogue of Life.